# 空色のメロディ
『空色のメロディ』（そらいろのメロディ）は、水沢めぐみによる少女漫画作品。

## 概要
初出は『りぼん』（集英社）1987年6月号から1988年8月号まで。本編は全15回で、1回の休載もなく連載されている。この他、『りぼんオリジナル』昭和63年（1988年）秋の号、『りぼん』平成元年（1989年）2月号・3月号・10月号別冊に、番外編が掲載されている。本作は作者にとって『ポニーテール白書』に次ぐ2番目の長期連載であり、『ポニーテール白書』『姫ちゃんのリボン』などと並んで、代表作の1つに数えられる。水沢は87年春に大学を卒業しているため、当作品は作者が社会人（本格的なプロの漫画家）となって最初の連載ということになる。
連載の始まった1987年、作者は、漫画家で友人の柊あおい、編集の「みーやん」こと宮永正隆（さくらももこの前夫）らと共に13日間のヨーロッパ取材旅行を行っている。詳細な時期は不明であるが、『りぼん』1987年9月号(9月1日発売）の208～209ページに「わたしたちの欧州旅行ご報告～！」と題する報告が掲載されているから、同年の春から夏の間の事であると思われる（この時点では3人とも独身）。同報告のカットは、水沢、柊の2人による共作である。それによれば、一行はパリ（フランス）→ウィーン（オーストリア）→ザルツブルク（オーストリア）→ミュンヘン（ドイツ）→ロンドン（イギリス）の順にヨーロッパ各国を歴訪。帰国直後の空港では、偶然松坂慶子に出会う、という「得なおまけ」もついていたそうである。
全体的にファンタジーの要素が強い作品である。1986年に公開されたスタジオジブリ作品で宮崎駿監督の『天空の城ラピュタ』と物語の設定において非常に似通った部分がある。また、舞台となる架空の村「グリーン・フィールド」の名称は、有名な『赤毛のアン』の舞台「グリーン・ゲイブルス」を連想させる。ただし、同名作の舞台はヨーロッパではなくカナダである。
コミックスは全5巻で、現在は絶版となっている。2006年に発売された集英社文庫版は、全3巻。第1巻の巻末に、谷山浩子による解説エッセイ「シンプルでピュアな『空色のメロディ』の世界」が掲載されている。
『空色のメロディ』には当時アニメ化の企画もあったが、作者の妊娠・出産と重なったため中止となり、漫画の連載も無理やり終わらせたと、水沢自身が柊あおいの育児漫画『「おかあさん」の時間』（2001年6月、学習研究社）の巻末付録「柊あおい&水沢めぐみ ママ漫画家対談」で語っている。

## あらすじ
両親を亡くしたメロディは、愛犬ハチを連れて、祖父のいるグリーン・フィールドに移り住む。そして、飛行機作りに熱中するアークや多くの友達もでき、楽しい毎日を送る。そんなある日、メロディは屋根裏部屋で不思議な肖像画を見つける。その肖像画に描かれている女性は、何とメロディにそっくりだった。メロディは不思議に思うが、そのことを知ったダンに、二度と屋根裏部屋に入ってはいけないと厳しく叱られる。……学校の芸術祭に、ブルーストーン王国の使節団が訪れる。当日、メロディの祖父ダンと使節の人が話し込むのを目撃したアークは、メロディと王国の関係を独自に調査し、彼女が王位継承者であることを知ってしまう。……メロディがバークレイ家に監禁されて数日後、跡取り息子エドとの結婚式が強引に始まる。夫婦の誓いを拒否して逃げだしたメロディは、塔の上に追い詰められる。そして、物語はクライマックスを迎える（以上、文庫版の内容紹介を適当に編集）。

## 主な登場人物
メロディ・ブルー
本作の主人公。泣き虫だけど、明るくて元気で運動神経抜群な13歳の女の子。両親を亡くして、ダンを頼ってグリーン・フィールドにやって来た。グレイに好意を感じていたけれど、グレイがセーラを好きだと知って落ち込んでしまう。実は、王国の血をひいているお姫様。身長145cm。体重38キロ。3月5日生まれ。血液型O型。
アーク・ライト
メロディのことが大好き。好奇心旺盛でお調子者。飛行機少年で、将来の夢はパイロットになること。終般で飛行機が完成して、彼女を救う。その後、努力が実り、グリーン・フィールドから旅たった。身長165cm。体重53キロ。7月12日生まれ。O型。
グレイ・キートン
アークの親友。物静かで知的。メロディの初恋の人。ずっとセーラのことが好きだった。身長170cm。体重54キロ。1月19日生まれ。A型。
エリザベス・ブラウン
メロディの親友。しっかり者でみんなのお姉さん役。愛称はリズ。身長154cm。体重42キロ。12月11日生まれ。O型。
セーラ・ライト
アークの姉。料理も裁縫も得意で、メロディも彼女に憧れている。幼馴染のグレイのことが好き。身長163cm。体重48キロ。8月30日生まれ。A型。
ダン・フォレスト
若かりし頃はブルーンストーン王国の王室パイロットだった。両親亡き後のメロディを引き取り一緒に暮らし始めた。村人には気難しくて取っ付き難いと思われているが、実はやさしい一面もある。 身長168cm。体重87キロ。5月2日生まれ。B型。　
ハチ
メロディの愛犬。惚けた表情をした大型犬で、黒耳の白犬。種類は不明。
ねるのと食べるのが大好き。

## 書誌情報
- 水沢めぐみ 『空色のメロディ』集英社〈りぼんマスコットコミックス〉、全5巻
  1. 1988年1月 ISBN 978-4-08-853430-5
  2. 1988年5月 ISBN 978-4-08-853443-5
  3. 1988年8月 ISBN 978-4-08-853454-1
  4. 1988年12月 ISBN 978-4-08-853467-1
  5. 1990年1月 ISBN 978-4-08-853510-4
- 水沢めぐみ 『空色のメロディ』集英社〈集英社文庫〉、全3巻
  1. 2006年4月 ISBN 978-4-08-618464-9
  2. 2006年4月 ISBN 978-4-08-618465-6
  3. 2006年5月 ISBN 978-4-08-618466-3

## イメージアルバム
谷山浩子プロデュース・笠原弘子歌で、全10曲から成るイメージアルバム『空色のメロディ 水沢めぐみ作品集』がダブリューイーエー・ジャパンより発売されている（レコードは1987年、CDは1988年）。同アルバムの前半5曲は、『ポニーテール白書』など、他の水沢作品にもとづく楽曲であり、後半の5曲が、『空色のメロディ』にもとづく楽曲となっている。尚、このアルバムにはミニドラマも収録している（ポニーテール白書#イメージ曲参照）。
1. ポニーテール白書
2. シロツメクサの想い出
3. つめくさの灯り
4. 雨傘ワルツ
5. メッセージ
6. 空色のメロディ～大好きなグリーンフィールド
7. いつか きみと
8. 不思議な少女
9. ハチのお散歩（インストゥルメンタル）
10. 女の子気分